# Keg Johnson
Keg Johnson, geboren als Frederic Homer Johnson (Dallas, 19 november 1908 – Chicago, 8 november 1967), was een Amerikaanse jazztrombonist.

## Biografie
Keg Johnson, broer van Budd Johnson, kreeg onderricht van Booker T. Washingtons dochter en begon in 1927 met het trombonespel. Zijn eerste verbintenissen had hij bij plaatselijke bands, voordat hij in talrijke orkesten en bands meewerkte, o.a. bij George E. Lee (1929), Grant Moore (1930), Eddie Mallory (1931), Cassino Simpson (1932), Louis Armstrong (1933), Fletcher Henderson (1934) en Benny Carter (1933). De eerste langere baan oefende hij uit bij Cab Calloway, met wie hij ongeveer vijftien jaar (1934 bis 1948) samenwerkte. Omstreeks 1945 werkte hij met Ike Quebec en in 1949 met Gene Ammons.
In 1950, na twee jaar bij Lucky Millinder, ging hij naar Los Angeles, waar hij o.a. speelde met Wardell Gray. In 1960 werkte hij mee aan Budd Johnsons album Let's Swing en in hetzelfde jaar aan Gil Evans Out of the Cool. Vanaf 1961 tot aan zijn dood speelde Johnson met Ray Charles.
Johnson telt tot de allrounders op zijn instrument, wiens spel kan worden gehoord op publicaties van verschillende collectieven.

## Overlijden
Keg Johnson overleed in november 1967 op bijna 59-jarige leeftijd.
- Bibliothèque nationale de France: cb13935455b (data)
- Gemeinsame Normdatei: 1116037734
- International Standard Name Identifier: 0000 0000 5505 0815
- Library of Congress Control Number: no2009015408
- MusicBrainz: 16ad3a72-8d72-40a1-a66a-7f488d061f51
- SNAC: w6qc0q52
- Virtual International Authority File: 19869834
- WorldCat: E39PBJjCMQKh9dHJW6rPmF384q